# Hagnoundrou
Hagnoundrou es un pueblo francés de la comuna de Bouéni en Mayotte